# Daniela Piedade
Daniela de Oliveira Piedade (født d. 2. Marts 1979 i São Paulo) er en brasiliansk tidligere håndboldspiller som spillede for Brasiliens håndboldlandshold. I 2013 var hun med til at vinde Verdensmesterskabet; det første for både Brasilien og Sydamerika. Hun deltog også under bl.a Sommer-OL 2004 i Athen, Sommer-OL 2008 i Beijing og Sommer-OL 2012 i London.
Hun indstillede karrieren i 2018.